# 蒂扬
蒂扬（法語：Thiant，法語發音：[tjɑ̃]）是法国上法蘭西大區北部省的一个市镇，属于瓦朗谢讷区。

## 地理
蒂扬（50°18'20"N, 3°26'54"E）面积8.39 平方千米，位于法国上法蘭西大區北部省，该省份为法国最北部的省份及最长的省份，西北濒北海，西接加来海峡省，南至埃纳省和索姆省，东与比利时接壤。
与蒂扬接壤的市镇（或旧市镇、城区）包括：普鲁维、杜希莱米讷、阿斯普尔、欧尔尚、曼镇、埃卡永河畔蒙绍。

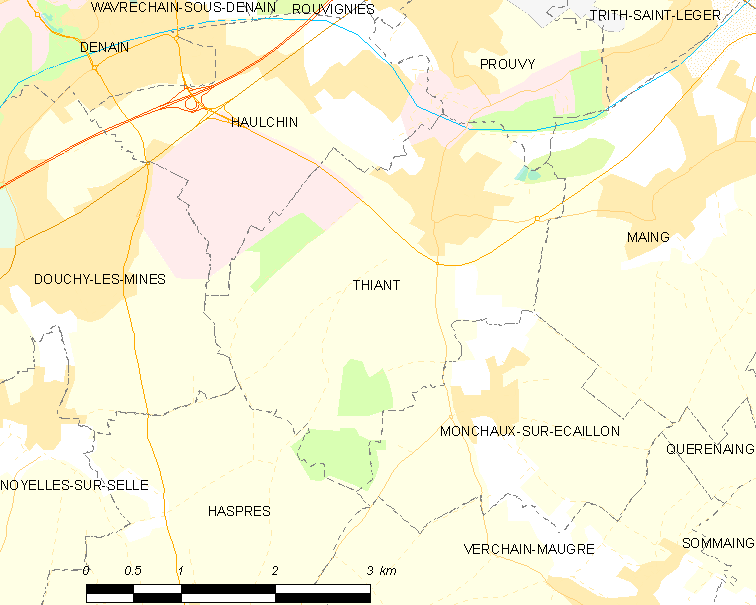
蒂扬的OSM定位图

蒂扬的时区为UTC+01:00、UTC+02:00（夏令时）。

## 行政
蒂扬的邮政编码为59224，INSEE市镇编码为59589。

## 政治
蒂扬所属的省级选区为欧努瓦莱瓦朗谢讷县。

## 人口

1962-2008年间蒂扬人口变化图示

蒂扬于2022年1月1日时的人口数量为2963人。